# Bowmore
Bowmore (in lingua gaelica scozzese: Bogh Mòr, "grande scogliera sul mare") è un villaggio sull'isola scozzese di Islay, e funge da capoluogo amministrativo dell'isola. Dà il nome alla nota distilleria di Bowmore, che produce il Bowmore Single Malt, un single malt scotch whisky.

## Storia

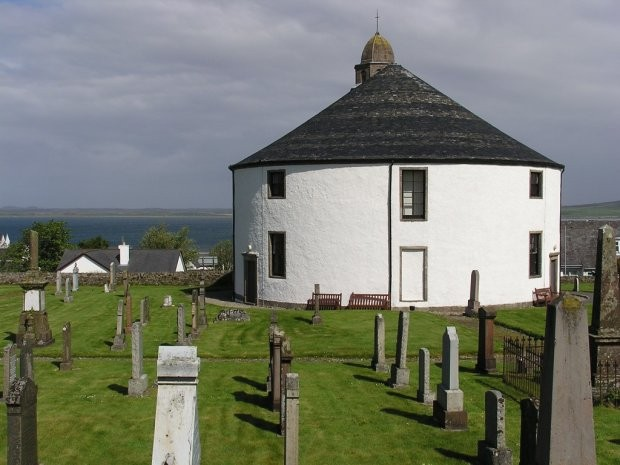
La chiesa rotonda di Bowmore

Bowmore è un villaggio progettato con strade larghe su un modello a griglia. Daniel Campbell il Giovane iniziò la costruzione del villaggio nel 1770, dopo il completamento della Kilarrow Parish Church, che fu costruita di forma circolare per impedire al diavolo di nascondersi negli angoli.
La distilleria di Bowmore entrò in funzione prima del 1816 ed è situata sulle coste del Loch Indaal, e presso un antico magazzino che è stato convertito in piscina, conosciuto localmente come MacTaggart Centre. Il calore in eccesso prodotto dalla distilleria viene parzialmente utilizzato per riscaldare le acque della piscina.

### Seconda guerra mondiale
A Bowmore fu situata una base marittima della Royal Air Force durante la seconda guerra mondiale. Gli idrovolanti Short S.25 Sunderland e PBY Catalina operarono da Loch Indaal. Parte del film di guerra Coastal Command fu girato a Bowmore e mostra una scena di un Sunderland che vola a bassa quota sulla strada principale di Bowmore e sulla Kilarrow Parish Church.

## Economia

### Servizi
Bowmore ha diversi hotel, ristoranti, negozi, un ospedale, una scuola superiore ed è sede del giornale Ìleach, il giornale della comunità dal 2006. Bowmore ospita anche il Ionad Chaluim Chille Ìle (il Centro Columba), un centro culturale e college fondato con lo scopo di promuovere la lingua gaelica e le tradizioni dell'isola.